# Пакана
Пакана (исп. La Pacana Caldera) — кальдера супервулкана, являющаяся крупнейшей кальдерой в комплексе Ла-Пакана, территориально расположенном в области Антофагаста на севере Чили, восточнее Салар-де-Атакама. Комплекс Ла-Пакана принадлежит к вулканическому комплексу Альтиплано—Пуна. Чилийская, боливийская и аргентинская границы сходятся к северо-востоку от возрождающегося вулканического купола (Серро-Ла-Пакана).
Размеры кальдеры составляют 70 × 35 км, что делает её одной из крупнейших в мире. Последнее гигантское (показатель вулканической эксплозивности — 8 баллов) извержение кальдеры произошло 4 млн лет назад, объём выброшенной тефры достиг 2500—2800 км³. Последние проявления посткальдерной вулканической активности завершились 2 млн лет назад.